# محاولة انقلاب 1982 في جمهورية إفريقيا الوسطى
في 3 مارس 1982، عاد السياسي المعارض وزعيم حركة تحرير شعب إفريقيا الوسطى، آنج فيليكس باتاسي، من المنفى إلى جمهورية إفريقيا الوسطى وقام بانقلاب فاشل ضد الجنرال أندريه كولينغبا (الذي تولى السلطة في انقلاب 1981) بمساعدة عدد قليل من الضباط العسكريين، مثل الجنرال فرانسوا بوزيزيه، الذي اتهم كولينغبا بالخيانة وأعلن تغيير السلطة في إعلان إذاعي.
بعد أربعة أيام، بعد أن فشل في الحصول على دعم القوات المسلحة لأفريقيا الوسطى، ذهب باتاسي متنكرا إلى السفارة الفرنسية في بانغي طلبا للجوء. بعد مفاوضات ساخنة بين حكومة كولينجبا وفرنسا، سُمح لباتاسي بالمغادرة إلى المنفى في توغو. أما بوزيزي فقد هرب إلى شمال البلاد مع 100 جندي، قبل أن يلجأ إلى فرنسا.